# Manzoni e Leopardi
Manzoni e Leopardi è una raccolta di saggi e studi letterari del filosofo e pedagogista Giovanni Gentile, pubblicata nel 1928.
In essa, l'autore recupera la lettura svolta da Vincenzo Gioberti e Francesco De Sanctis che faceva di Manzoni e Leopardi i precursori sul piano letterario del Risorgimento italiano, avendo costoro dato avvio a quel rinnovamento della coscienza e della morale nazionali, la cui suprema realizzazione era stata per Gentile compiuta dal fascismo.

## Struttura dell'opera
L'opera è divisibile in due parti, di cui la prima dedicata a Manzoni, la seconda contenente alcuni saggi critici su Leopardi scritti da Gentile in anni diversi.
Di seguito i vari capitoli con l'indicazione dell'anno di composizione; gli ultimi due saggi su Leopardi, scritti posteriormente, furono aggiunti in un'edizione successiva:
- Alessandro Manzoni (1923)

- Studi leopardiani (1907-1917)
- Introduzione a Leopardi (1927)
- Le «operette morali» (1916)
- Prosa e poesia nel Leopardi (1919)
- La poesia del Leopardi (1927)

- Nel centenario della morte di Leopardi (1937)
- Poesia e filosofia di Giacomo Leopardi (1939)

L'importanza di Manzoni e Leopardi per il Risorgimento italiano, la loro vitalità filosofica, politica e religiosa, ritenuta di grande attualità nell'Italia del suo tempo, spinse Gentile ad accorpare l'analisi dei due autori in un unico volume.

### Alessandro Manzoni

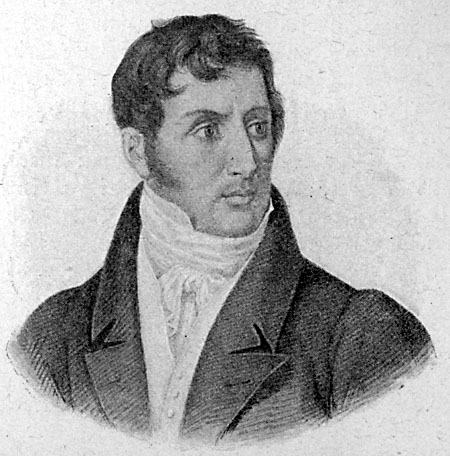
Alessandro Manzoni

Il saggio su Alessandro Manzoni fu composto nel 1923 in occasione del cinquantenario dalla sua morte, commemorato il 23 maggio di quell'anno con una conferenza alla Scala di Milano.
In esso, Gentile riprende l'interpretazione di Giuseppe Mazzini e Vincenzo Gioberti, che vedevano in Manzoni «non soltanto un poeta», ma «un grande maestro nazionale», come Omero e come Dante.
Più affine, rispetto a Leopardi, al suo idealismo religioso, di cui vedeva permeato il Risorgimento, Manzoni fu per Gentile un filosofo alla portata della gente comune, in tal senso equiparabile a Socrate:
(Giovanni Gentile, Manzoni e Leopardi, pp. 8-9)
Manzoni mantiene, agli occhi di Gentile, un atteggiamento concretamente rivolto alla verità, a quel «santo Vero» che il grande scrittore esortava a non tradire mai, il cui «riconoscimento pratico», secondo le parole di Rosmini, prevale in lui sul mero «riconoscimento teorico».
La «grande tragedia» della vita, pur presente in lui, acquista tuttavia significato, rispetto a Leopardi, nel rapporto intimo con Dio.
Il Vero manzoniano è lo spirito che permea tutta la sua opera, in particolare i Promessi Sposi, i quali, a differenza di quanto affermava Benedetto Croce, per Gentile non vanno disgiunti dalla produzione poetica di Manzoni, essendo animati nella loro interezza dalla vita dello spirito divino che si esprime nell'animo dell'uomo.
Essi furono così elevati da Gentile al rango di «libro nazionale» al pari della Divina Commedia.
Tutta la poesia manzoniana è al contempo un esempio di azione; dalla divergenza rispetto a quella di Foscolo e Parini, che pure le aprono la strada, dal suo rifiuto della mitologia, emerge come essa insegni a «prendere sul serio» la vita:
(Giovanni Gentile, Manzoni e Leopardi, pag. 21)
Agli occhi di Gentile, infatti, il problema politico del riscatto della Patria aveva acquistato, grazie a Manzoni, un significato morale, che a sua volta implicava un contenuto di tipo religioso, perché la religione «richiede una regola che sia legge assoluta» che sorpassa «infinitamente la sfera della iniziativa individuale».
E fu proprio Manzoni, «il grande liberatore del popolo italiano dal secolare servaggio della letteratura, dell'arte pura, dell'indifferentismo e del dilettantismo, della rettorica e del classicismo vuoto e formale» a indicare a tutti gli italiani, cattolici o no, che «è la fede a creare il coraggio, e che una fede era, perciò, necessaria per liberare l'Italia dalla lunga servitù».
Gentile auspica quindi, con il suo intervento alla Scala, di contribuire a far risorgere lo spirito patriottico, morale e religioso di Manzoni, dopo che esso era caduto «in mano ai pedanti» e «nella più desolata superficialità» una volta raggiunta l'unità d'Italia.

### Giacomo Leopardi

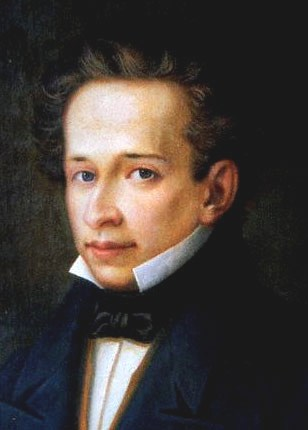
Giacomo Leopardi

Molto più estesa è la trattazione su Giacomo Leopardi, nonostante la distanza filosofica da Gentile, il quale, a differenza di Benedetto Croce, svolse una costante opera di studio su di lui e lo apprezzò intensamente, soprattutto alla luce dell'interpretazione di Francesco de Sanctis, ritenuto «il maggior critico che Leopardi abbia avuto».
L'influsso di De Sanctis traspare dal modo in cui Gentile sottolinea la contraddizione di Leopardi tra l'aspetto lirico-ascetico della sua poetica, e l'impronta materialistica presente nelle sue riflessioni filosofiche.

#### Studi leopardiani
Il primo saggio su Leopardi, Studi leopardiani, è una raccolta di tre scritti nei quali Gentile effettua una recensione delle opere di tre diversi autori. In La filosofia del Leopardi Gentile contesta la lettura di Pasquale Gatti che attribuiva al poeta recanatese la teorizzazione di un vero e proprio sistema filosofico, mentre Gentile nega con decisione che si possa parlare di una «filosofia leopardiana».
Leopardi è per Gentile innanzitutto «un poeta, un grande, un divino poeta», e benché sia «incontestabile l'esistenza di una filosofia» in fondo a ogni mente umana, essa va considerata una «filosofia dei poeti», con la quale egli «esprime soltanto un suo stato d'animo».
(Giovanni Gentile, Manzoni e Leopardi, pag. 36)
L'erronea convinzione di Pasquale Gatti che «nello Zibaldone stesse, pezzo per pezzo, tutto un sistema» ignora le differenze cronologiche con cui quel diario personale fu composto, i cui pensieri, lungi dall'essere «parti integranti d'un sistema logico», coprono un «periodo lungo per ogni vita, lunghissimo per quella del Leopardi, che in 39 anni forse non visse meno che il Manzoni in 78».
Lo Zibaldone va studiato non come filosofia a sé stante, bensì per intendere la poesia di Leopardi: esso non contiene che i «detriti della sua poesia», non ancora ravvivati dal canto. «La filosofia dei poeti, si potrebbe dire, scompare nell'animo dei poeti stessi; l'animo dei filosofi, invece, scompare nella loro filosofia».
(Giovanni Gentile, Manzoni e Leopardi, pag. 42)
Le speculazioni leopardiane, del resto, che non nascono da vera passione filosofica, si basano esclusivamente su osservazioni empiriche, non contengono alcuna critica della ragione, come in Montaigne o in Pascal, al quale pur somiglia, né egli volle intendere a fondo il pensiero di Platone e Aristotele; la sua filosofia è semmai il retaggio dello scetticismo, da Pirrone in poi.
Concordando quindi su questo punto con Benedetto Croce, il quale toglieva ogni valore filosofico al genio di Leopardi, Gentile tuttavia riconosce che il talento della sua opera sta piuttosto nell'«uomo Leopardi, intero, con l'ansia e il terrore che gli desta lo spettacolo dell'infinito misterioso».
Nella seconda recensione, Una storia del pensiero leopardiano, dedicata a uno studio di Giulio A. Levi, che sostenenva l'unità di una vocazione filosofica, poetica e religiosa, Gentile ribadisce come nello Zibaldone non si trova niente «di più che non fosse» nelle altre opere di Leopardi, e che si può valutare la sua grandezza «facendogli il conto del tanto di verità speculativa che è nella sua poesia», poiché anche il Gioberti, nonostante la sua «profonda simpatia congeniale col Leopardi» non gli risparmiò «critiche profonde e ineluttabili».
(Giovanni Gentile, Manzoni e Leopardi, pag. 48)

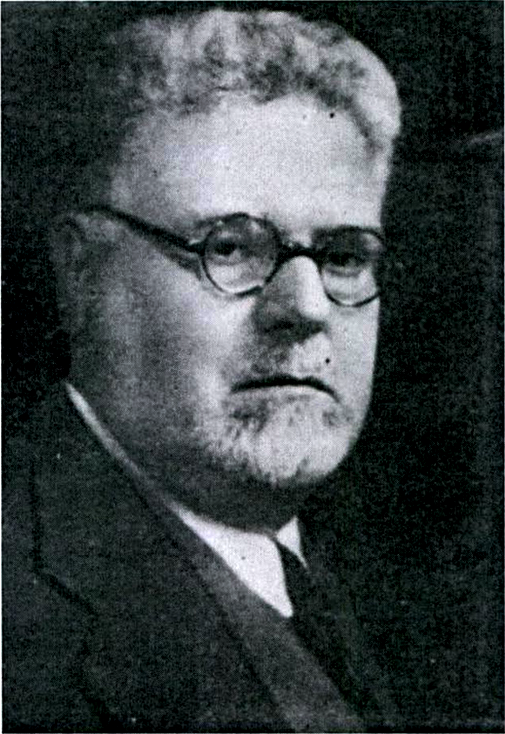
Giovanni Gentile

È stato rilevato in questo giudizio di Gentile una certa riluttanza a considerare valida l'esistenza di un collegamento tra poesia e filosofia che, come già in Benedetto Croce, la sua formazione idealistica tendeva a negare. Per Gentile, più che altro, non può esserci vera filosofia senza quella visione spirituale che al Leopardi ripugnava. Il suo pessimismo «è assolutamente inconciliabile col concetto del valore dello spirito».

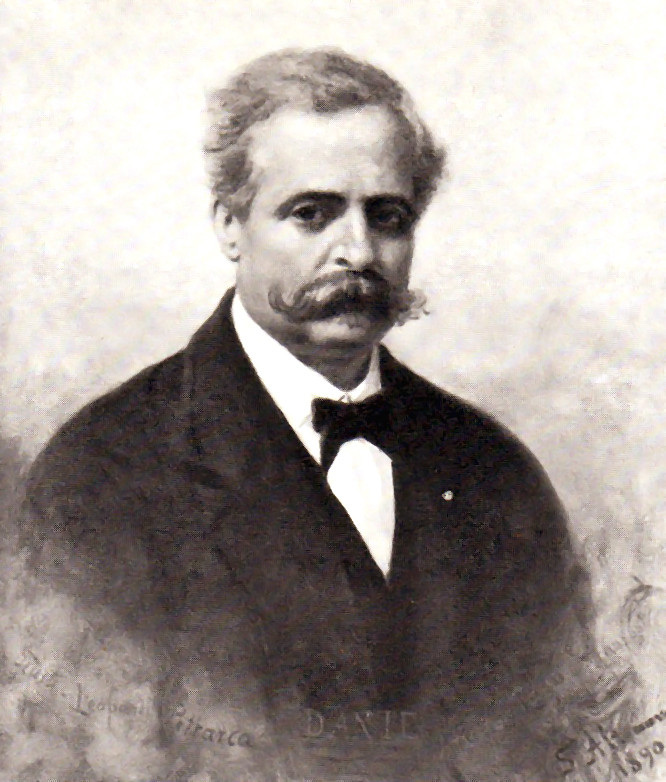
Francesco De Sanctis, autore di Schopenhauer e Leopardi (1858)

In Leopardi, secondo Gentile, è tuttavia presente il sentimento dell'umana grandezza, il quale avrebbe potuto fargli riconoscere che «la presunta concretezza della materia come tale non è altro che un'astrazione»; si tratta di un sentimento non elevato alla coscienza e che perciò confligge con il concetto della nullità dell'uomo di fronte alla natura.
(Giovanni Gentile, Manzoni e Leopardi, pag. 54)
Recensendo infine, con Leopardi maestro di vita, un saggio di Bertacchi, giudicato retorico ed eccessivamente ottimista, Gentile si muove verso un'evoluzione della sua interpretazione di Leopardi: rifacendosi ancora a De Sanctis e alla contrapposizione tra «spirito buono» e «natura cattiva», rileva che da quella contrapposizione «trae alimento tutta la poesia del Leopardi; per intender la quale non bisogna lasciarsi sfuggire né l'uno né l'altro dei due elementi contraddittorii».
Entrambi traggono alimento da una radice unitaria, nell'ottica della quale diventa lecito attribuire agli scritti di Leopardi, «dolente e desolato pessimista», «un'alta virtù educativa e consolatrice».

#### Introduzione a Leopardi
In una prolusione del 1927, rivolta al popolo italiano «raccolto nella coscienza di grandi doveri da assolvere», Gentile sottolinea nuovamente l'alto valore educativo di Leopardi, il cui «pessimismo non ha mai fiaccato, anzi ha rinvigorito gli animi; e lungi dallo spegnere, ha infiammato nei cuori la fede nella vita, nella virtù e negli ideali che fanno degna e feconda la vita umana degli individui e dei popoli».
Accostando Leopardi a Manzoni, ne riconosce ora una sua dignità filosofica, attribuendogli una filosofia «in senso largo», anche se egli fu poi, viceversa, «un poeta in senso stretto». Leopardi «filosofo non fu, non ebbe un sistema»; «le sue idee non furono fecondate da una sua speciale ispirazione»; e tuttavia la filosofia, «come la poesia, non è privilegio né monopolio dei pochi [...] ma è in fondo allo spirito umano, e quindi nell'animo di tutti».
Nonostante il suo sensismo e materialismo, la filosofia di Leopardi si espande «in una religiosa elevazione di tutto il cuore verso l'eterno e l'infinito»; per questa sua capacità, come rilevava il De Sanctis, è in grado di suscitare ottimismo e amore per la vita.
(Giovanni Gentile, Manzoni e Leopardi, p. 100)
Egli non si rassegna «alla pura affermazione materialistica, perché la ricca e sensibilissima vita morale che gli riempie il cuore, è la negazione del materialismo»; proprio per questa sua «lotta» tra la libertà dello spirito e il pessimismo materialistico della «noia», della «morte», della «nullità», egli non si condanna ad un nichilismo inerte, ma va annoverato tra i personaggi della grande tradizione risorgimentale italiana.
(Giovanni Gentile, Manzoni e Leopardi, p. 84)

#### LeOperette morali
Nel proemio del 1918 a un'edizione delle Operette morali, Gentile intende evidenziarne la profonda unità che le anima, dissentendo stavolta dalla lettura frammentaria del De Sanctis, e contestando l'ordine cronologico con cui venivano tradizionalmente presentate.
Riscattandole anche dal giudizio negativo di Croce, egli le struttura in tre gruppi di sei operette, di cui il prologo, intitolato Storia del genere umano rappresenta la loro chiave di comprensione. Nelle prime dodici operette prevale una visione nichilista della vita e della natura, mentre le ultime sei «ricostruiscono [...] quello che le prime dodici hanno abbattuto».
Nell'esito finale delle Operette, quali ad esempio il Dialogo di Plotino e Porfirio, Gentile vede il trionfo dell'amore sulla sofferenza e sulla fatalità del destino, il trionfo dell'«affetto che lega le anime con nodi divini, e della bellezza, della libertà, della patria, e di tutte le cose nobili e alte che fan grande l'uomo».
(Giovanni Gentile, Manzoni e Leopardi, p. 153)
Per la sua «coscienza dell'umana grandezza e sovranità sulla trista natura» Leopardi viene da Gentile equiparato a Pascal quando ricorda che, per il poeta di Recanati, la prova della «grandezza e la potenza dell'umano intelletto, ossia l'altezza e la nobiltà dell'uomo», è data dal conoscere la propria piccolezza.

#### Prosa e poesia nel Leopardi
Rispondendo ad una recensione critica del filosofo Adolfo Faggi sulle Operette, Gentile puntualizza il rapporto leopardiano tra filosofia e poesia:
(Giovanni Gentile, Manzoni e Leopardi, p. 162)
Chi cerchi in lui il filosofo, troverà «lo scettico, ironista, materialista piuttosto mediocre nell'invenzione», e non riuscirà a vedere il poeta, quello cioè che propriamente in lui «è vivo ed eterno e grande».

#### La poesia del Leopardi
La vivente unità organica delle Operette è ribadita in una commemorazione tenuta il 29 giugno 1927. Esse per Gentile non sono soltanto prosa, ma scritti dal sublime valore poetico, in cui ricorre il perenne tema leopardiano del contrasto tra spirito e materia.
(Giovanni Gentile, Manzoni e Leopardi, pag. 198)
Per Gentile, l'origine del dolore è nel pensiero; «ma il Poeta sa, e soprattutto sperimenta in se stesso, che quel pensiero che ferisce, sana esso stesso le sue ferite».

#### Nel centenario della morte di Leopardi
In occasione del centenario della morte di Leopardi, nel 1937 Gentile tenne un discorso pubblicato nell'opuscolo Poesia e filosofia di Giacomo Leopardi, e aggiunto alla raccolta Manzoni e Leopardi in un'edizione successiva del 1960.
Citando di nuovo il Dialogo su Schopenhauer di De Sanctis, egli contrappone il «momento satanico» di Leopardi, del senso del nulla e della vanità del tutto, alla sua «forza d'una fede», propria del «regno immortale dello spirito», e del «divino che è nell'uomo».

#### Poesia e filosofia del Leopardi
L'ultimo saggio della raccolta è una conferenza di Gentile tenuta al Lyceum di Firenze il 6 aprile 1938 e pubblicata anch'essa nell'opuscolo Poesia e filosofia di Giacomo Leopardi.
In esso Gentile torna a sottolineare lo spirito unitario che anima tutta la produzione del Leopardi. Non ha senso cioè distinguere varie fasi del suo pessimismo:
(Giovanni Gentile, Manzoni e Leopardi, pag. 232)
Poesia che è dominata costantemente dall'antitesi tra il «crudo materialismo» da un lato, e il «mistico sentimento» della «vita infinita e divina» della Natura dall'altro. Quello di Leopardi è un sentimento religioso da cui la sua «filosofia inferiore» lo distoglie, ma a cui viene ricondotto da una superiore «ultrafilosofia».

## Edizioni
- Giovanni Gentile, Manzoni e Leopardi: saggi critici, Milano, Fratelli Treves, 1928.
- Giovanni Gentile, Manzoni e Leopardi, seconda edizione riveduta e accresciuta, Firenze, Sansoni, 1960.